# بيل غرين (رامي مطرقة)
بيل غرين (بالإنجليزية: Bill Green)‏ هو رامي مطرقة أمريكي، ولد في 28 أبريل 1960 في لوريل في الولايات المتحدة.

## وصلات خارجية
- بيل غرين على موقع الاتحاد الدولي لألعاب القوى (الإنجليزية)
- بيل غرين على موقع أوليمبيديا (الإنجليزية)